# Phytomyza varii
Phytomyza varii este o specie de muște din genul Phytomyza, familia Agromyzidae, descrisă de Spencer în anul 1964. Conform Catalogue of Life specia Phytomyza varii nu are subspecii cunoscute.